# Velikaja
Velikaja (ryska:Великая) är en flod i Pskov oblast i västra Ryssland. Floden är 430 km lång. Källan ligger i högländerna utanför staden Novosokolniki i de södra delarna av Pskov oblast. Den rinner norrut och passerar städerna Opotsjka, Ostrov och Pskov. Dess mynning är i sjön Peipus södra del, Pskovsjön. Velikaja är därigenom en del av Narvas avrinningsområde. 
Velikaja har flera stora biflöden, till exempel (sorterade från källa till mynning) Alolja (105 km, höger/östligt biflöde), Issa (174 km, vänster), Sorot (80 km, höger), Sinjaja (195 km, vänster), Utroja (176 km, vänster), Kukhva (106 km, vänster), Tsjerjokha (145 km, höger) och Pskov (102 km, höger). Kukhva och Utroja har sina källor i Lettland och Sinjaja i Belarus. 